# Colerain
Colerain és una població dels Estats Units a l'estat de Carolina del Nord. Segons el cens del 2008 tenia 201 habitants.

## Demografia
Segons el cens del 2000, Colerain tenia 221 habitants, 103 habitatges i 66 famílies. La densitat de població era de 316 habitants per km².
Dels 103 habitatges en un 19,4% hi vivien nens de menys de 18 anys, en un 61,2% hi vivien parelles casades, en un 1% dones solteres, i en un 35,9% no eren unitats familiars. En el 32% dels habitatges hi vivien persones soles el 18,4% de les quals corresponia a persones de 65 anys o més que vivien soles. El nombre mitjà de persones vivint en cada habitatge era de 2,15 i el nombre mitjà de persones que vivien en cada família era de 2,7.
Per edats la població es repartia de la següent manera: un 16,7% tenia menys de 18 anys, un 5% entre 18 i 24, un 24,4% entre 25 i 44, un 29,4% de 45 a 60 i un 24,4% 65 anys o més.
L'edat mediana era de 47 anys. Per cada 100 dones de 18 o més anys hi havia 91,7 homes.
La renda mediana per habitatge era de 33.281 $ i la renda mediana per família de 38.750 $. Els homes tenien una renda mediana de 39.028 $ mentre que les dones 21.786 $. La renda per capita de la població era de 24.573 $. Entorn de l'1,4% de les famílies i el 4,5% de la població estaven per davall del llindar de pobresa.

## Poblacions més properes
El següent diagrama mostra les poblacions més properes.